# 繩

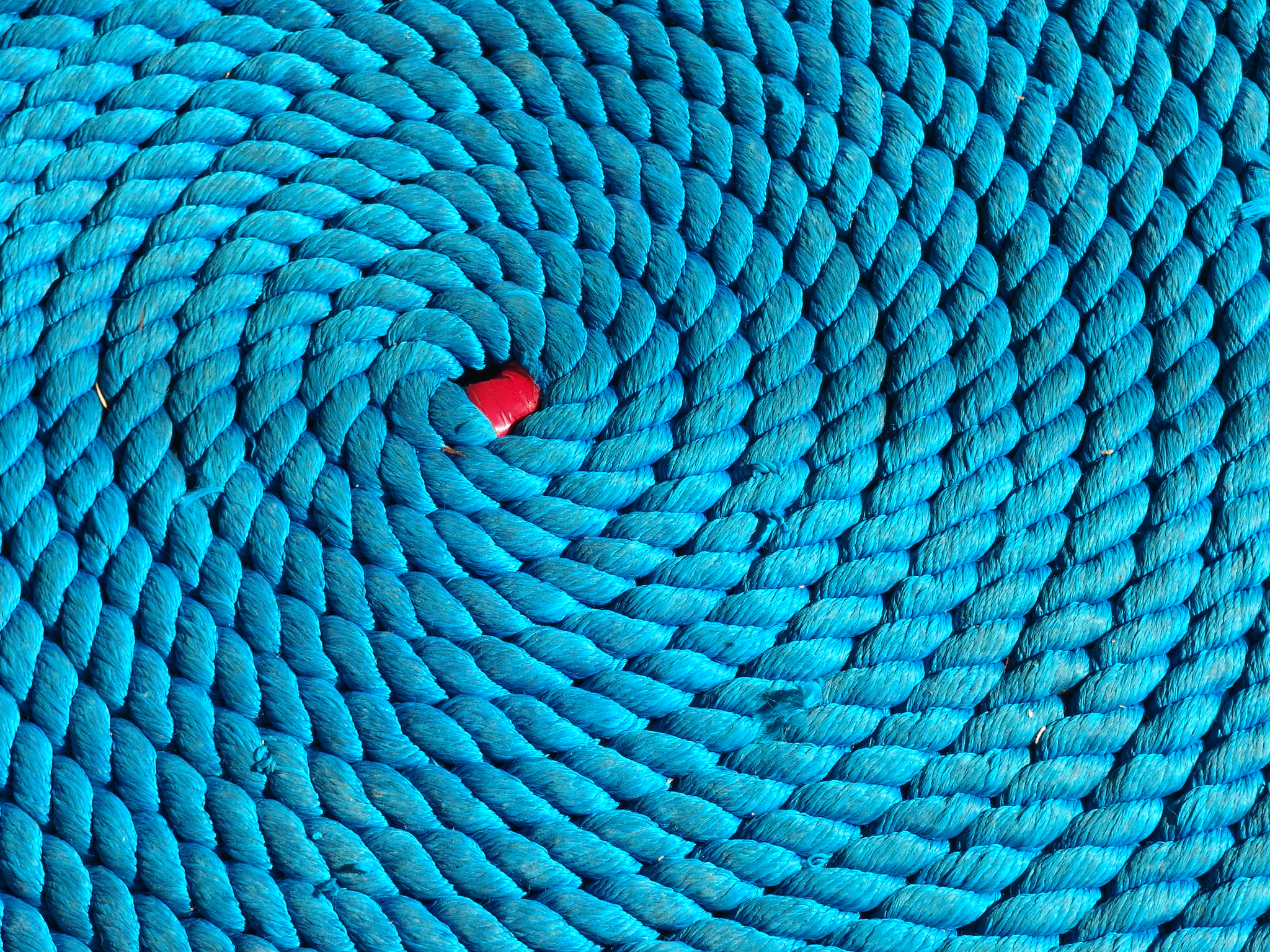
盘绕的绳索

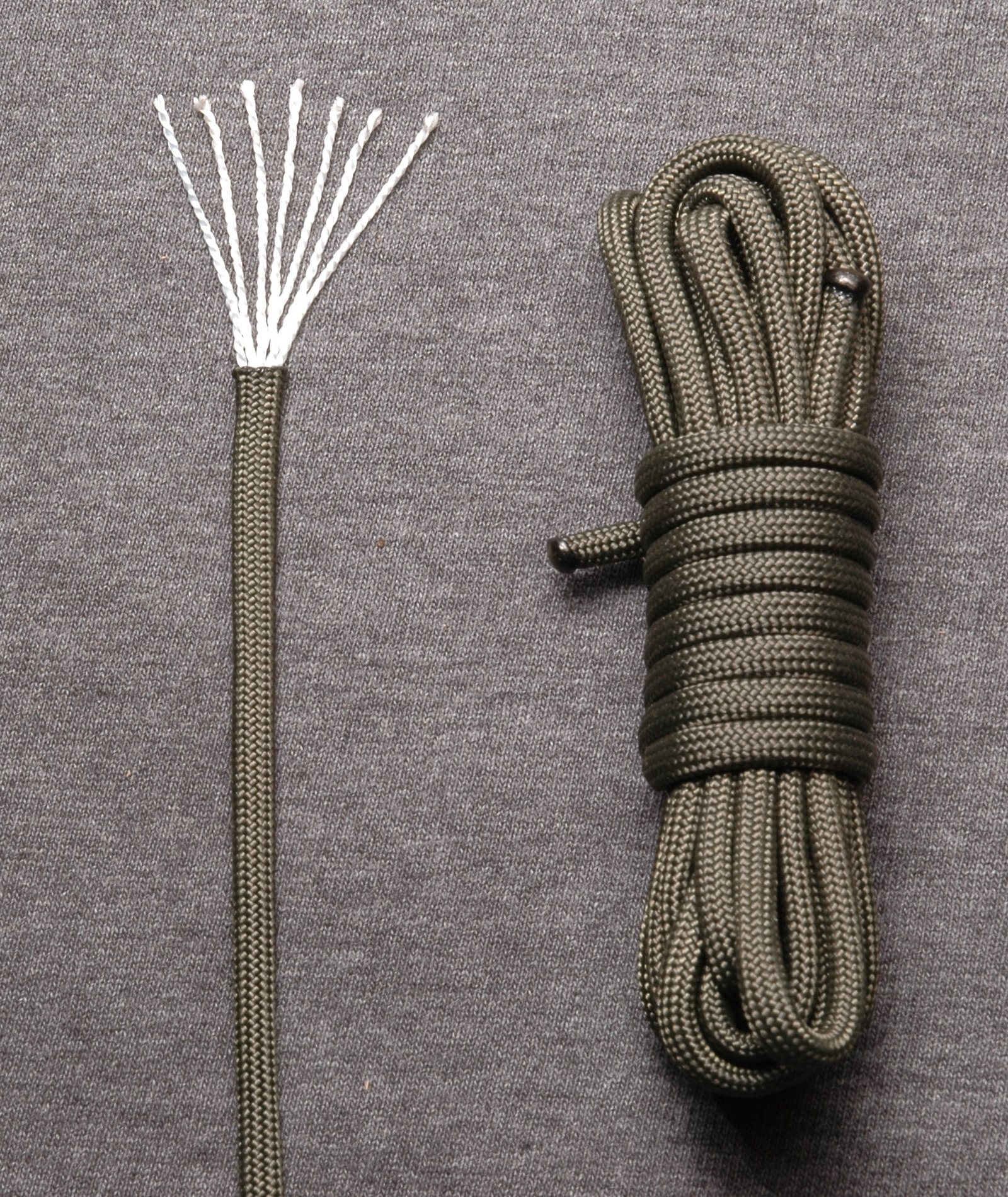
可承受550磅拉力的尼龍七芯傘繩

繩（或称绳子或绳索），是通过扭或编等方式加强后，连成一定长度的纤维。其拉伸强度很好但没有压缩强度，可用来做连接、牵引、捆绑的工具。
传统的制绳採用天然纖維作材料，包括：棉、麻、亚麻、黄麻、剑麻、马尼拉麻、稻草、丝、羊毛和其他毛发。现代可以用来制绳的合成纤维则有聚丙烯、尼龙、聚酯、聚乙烯、人造丝等。结构和功能与绳类似，但较为细弱的还有纱线、线、线绳。

## 制造方法

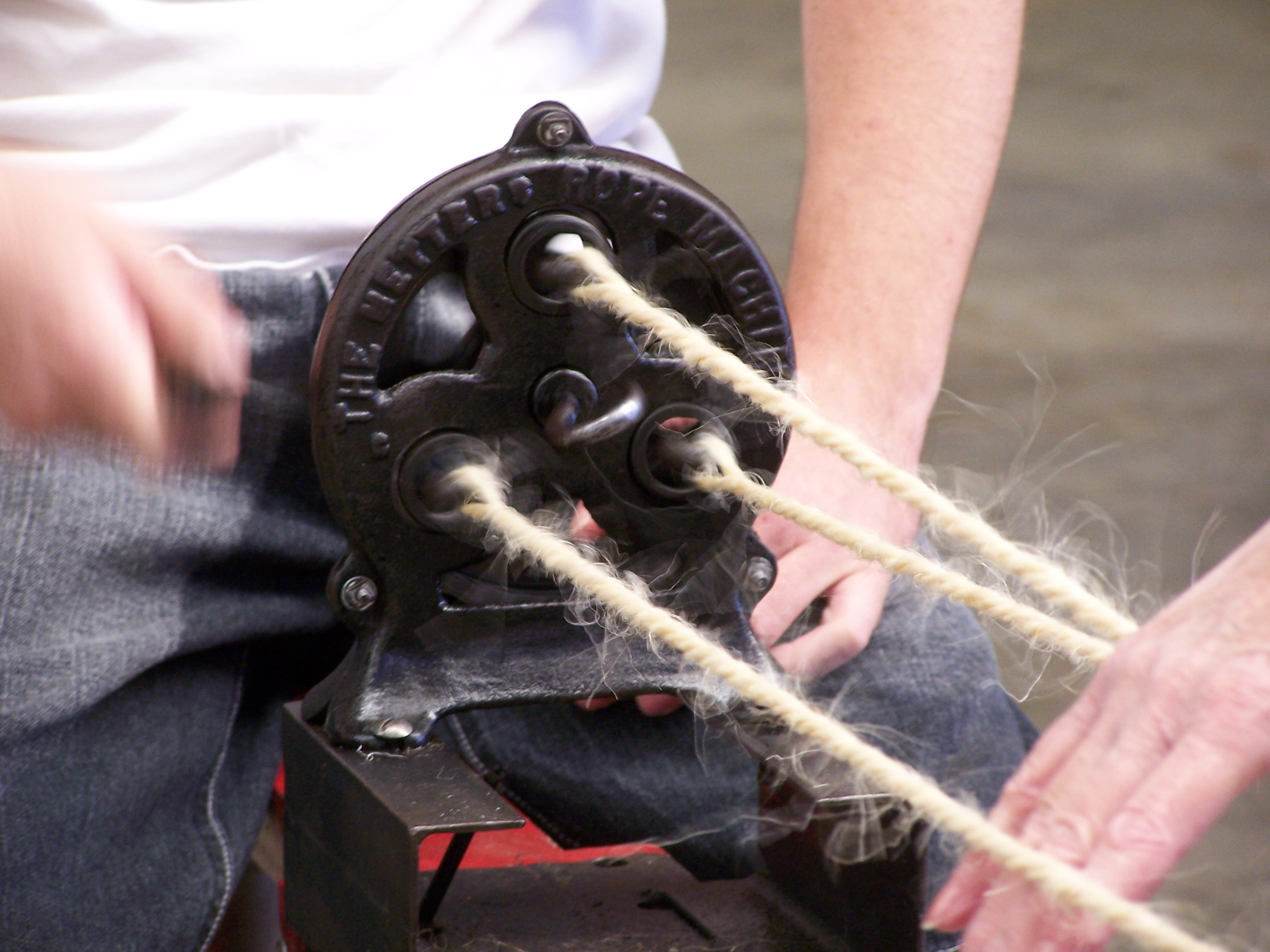
使用1928年的工具制造扭绳

- 扭绳：纤维经过整理、纺织成纱线。多根纱线扭在一起成一股，多股再扭合后成绳。其中单根纱线和单股，单股和绳子的扭结方向都是两两相反，以便结合紧密。扭绳的两端必须分别固定，否则原来的扭结会散掉。为了保护扭结，扭绳摆放的时候一般是盘起来。

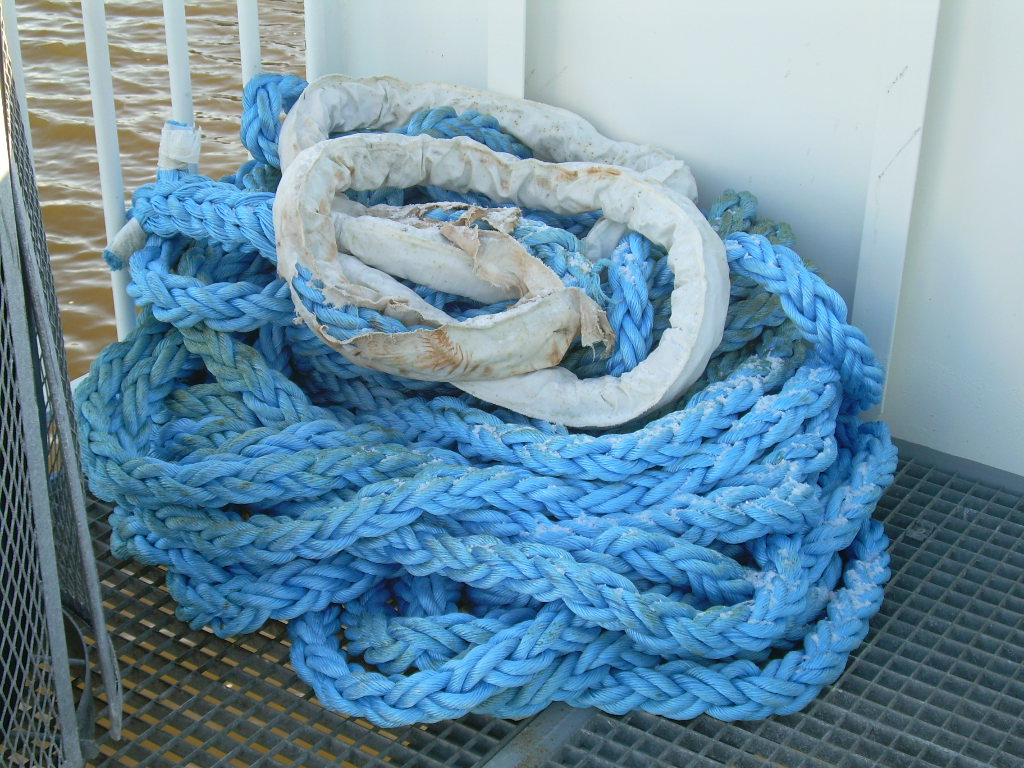
编绳

- 编绳：这类绳子的原料一般是聚丙烯、尼龙或聚乙烯。

## 延伸阅读
[在维基数据编辑]
 《欽定古今圖書集成·經濟彙編·考工典·繩索部》，出自陈梦雷《古今圖書集成》